# Finbar Furey
Finbar Furey (født d. 28. september 1946) er en irsk musiker fra Ballyfermot, Dublin. Han er mest kendt for sin rolle i The Fureys sammen med sine brødre Eddie, Paul og George samt Davey Arthur.
Siden 1969 har han udgivet flere soloalbums, men han forlod først The Fureys i 1997 for udelukkende at fokusere på sin solokarriere. Han turnerer stadig.
Igennem tiden har han samarbejdet med kunstnere. Bl.a. The Dubliners og Bob Stewart.
Han har siden 2002 optrådt i fire film; Gangs of New York (2002), Adam & Paul (2004), Strength and Honour (2007) og kortfilmen Paris Sexy (2010). Han har desuden medvirket i serien Love/Hate på RTÉ.

## Diskografi
Finbar Furey har udgivet en række soloalbums:
- 1969 Traditional Irish Pipe Music
- 1972 Irish Pipes of Finbar Furey
- 1974 Irish Pipe Music: hornpipes, airs & reels
- 1974 Traditional Irish Pipe Music
- 1974 Prince of Pipers
- 1976 Tomorrow We Part – med Bob Stewart
- 1990 Love Letters
- 1997 The Wind & The Rain
- 1999 ARAN, Celtic Gypsy Music – med Bob Stewart
- 1999 The Lonesome Boatman (EP)
- 2001 We Dreamed Our Dreams
- 2003 Chasing Moonlight
- 2003 New York Girls/Dreams In Your Eyes/Roisin Dubh
- 2007 No Farewells, No Goodbyes
- 2009 Finbar Furey
- 2010 Smile